# Dardánok (Balkán)
A dardánok (vagy dardanok, dárdanok, ógörögül: Δάρδανοι), egy ókori nép, Dardánia régió lakói a mai Koszovó és Szerbia területén, a Scardus-hegységtől északra egészen a Morava folyóig. Sztrabón szerint piszkos, de zenekedvelő nép. Főbb városaik Damasztion és Szkupi voltak. Említi őket Livius és Iulius Caesar is.